# Tour de France 1993
Il Tour de France 1993, ottantesima edizione della corsa, si svolse in ventuno tappe precedute da un prologo iniziale, dal 3 luglio al 25 luglio 1993, per un percorso totale di 3 714,3 km.
Fu vinto per la terza edizione di fila dal passista-cronoman spagnolo Miguel Indurain (al terzo podio assoluto nella Grand Boucle, essendoci sempre salito da vincente). 
Si trattò della sesta edizione della Grande Boucle vinta da un ciclista spagnolo.
Con questo trionfo, il fuoriclasse navarro raggiunse, come numero di Tour vinti, dei campioni storici come Philippe Thys, Louison Bobet e Greg LeMond.
Egli avrebbe poi ampiamente migliorato questo primato nei due anni successivi.
Nel 1993 Indurain aveva vinto anche il suo secondo Giro d'Italia consecutivo, compiendo così l'accoppiata Giro-Tour nello stesso anno (per la seconda volta, come nel 1992). Prima di Indurain cinque corridori erano riusciti a compiere l'accoppiata Giro-Tour: Fausto Coppi (due volte, nel 1949 e nel 1952); Jacques Anquetil (una volta, nel 1964); Eddy Merckx (tre volte, nel 1970, 1972 e 1974); Bernard Hinault (due volte, nel 1982 e nel 1985) e Stephen Roche (una volta, nel 1987). Dopo Indurain soltanto Marco Pantani (una volta, nel 1998) e Tadej Pogačar (nel 2024) sono riusciti ad effettuare l'accoppiata Giro-Tour. 
Tra tutti costoro, comunque, Indurain è stato finora l'unico corridore della storia a fare l'accoppiata vincente Giro-Tour per due anni consecutivi.
Indurain terminò le sue fatiche sugli asfalti di Francia in 95h57'09". 
Secondo nella graduatoria generale si piazzò il passista-scalatore e cronoman svizzero Tony Rominger (all'unico podio della carriera al Tour). 
Il passista-scalatore polacco Zenon Jaskuła si piazzò al terzo posto della classifica generale (anche per lui questo sarà l'unico podio ottenuto al Tour in carriera). Jaskuła fu il primo ciclista est-europeo a salire sul podio di Parigi; egli inoltre risulta tuttora il solo polacco mai finito tra i primi tre della classifica generale della corsa a tappe francese.

## Tappe
| Tappa  | Data      | Percorso                                          | km    | Vincitore di tappa       | Leader cl. generale |
| ------ | --------- | ------------------------------------------------- | ----- | ------------------------ | ------------------- |
| prol.  | 3 luglio  | Puy du Fou (cron. individuale)                    | 6,8   | Miguel Indurain          | Miguel Indurain     |
| 1ª     | 4 luglio  | Luçon > Les Sables-d'Olonne                       | 215   | Mario Cipollini          | Miguel Indurain     |
| 2ª     | 5 luglio  | Les Sables-d'Olonne > Vannes                      | 203,5 | Wilfried Nelissen        | Wilfried Nelissen   |
| 3ª     | 6 luglio  | Vannes > Dinard                                   | 189,5 | Djamolidine Abdoujaparov | Wilfried Nelissen   |
| 4ª     | 7 luglio  | Dinard > Avranches (cron. a squadre)              | 81    | GB-MG Maglificio         | Mario Cipollini     |
| 5ª     | 8 luglio  | Avranches > Évreux                                | 225,5 | Jesper Skibby            | Wilfried Nelissen   |
| 6ª     | 9 luglio  | Évreux > Amiens                                   | 158   | Johan Bruyneel           | Mario Cipollini     |
| 7ª     | 10 luglio | Péronne > Châlons-sur-Marne                       | 199   | Bjarne Riis              | Johan Museeuw       |
| 8ª     | 11 luglio | Châlons-sur-Marne > Verdun                        | 184,5 | Lance Armstrong          | Johan Museeuw       |
| 9ª     | 12 luglio | Lac de Madine (cron. individuale)                 | 59    | Miguel Indurain          | Miguel Indurain     |
|        | 13 luglio | giorno di riposo                                  |       |                          |                     |
| 10ª    | 14 luglio | Villard-de-Lans > Serre-Chevalier                 | 203   | Tony Rominger            | Miguel Indurain     |
| 11ª    | 15 luglio | Serre-Chevalier > Isola 2000                      | 263,5 | Tony Rominger            | Miguel Indurain     |
| 12ª    | 16 luglio | Isola 2000 > Marsiglia                            | 286,5 | Fabio Roscioli           | Miguel Indurain     |
| 13ª    | 17 luglio | Marsiglia > Montpellier                           | 181,5 | Olaf Ludwig              | Miguel Indurain     |
| 14ª    | 18 luglio | Montpellier > Perpignan                           | 223   | Pascal Lino              | Miguel Indurain     |
| 15ª    | 19 luglio | Perpignan > Andorra                               | 231,5 | Oliverio Rincón          | Miguel Indurain     |
|        | 20 luglio | giorno di riposo                                  |       |                          |                     |
| 16ª    | 21 luglio | Andorra > Saint-Lary-Soulan                       | 224,5 | Zenon Jaskuła            | Miguel Indurain     |
| 17ª    | 22 luglio | Tarbes > Pau                                      | 190   | Claudio Chiappucci       | Miguel Indurain     |
| 18ª    | 23 luglio | Orthez > Bordeaux                                 | 174,5 | Djamolidine Abdoujaparov | Miguel Indurain     |
| 19ª    | 24 luglio | Brétigny-sur-Orge > Montlhéry (cron. individuale) | 48    | Tony Rominger            | Miguel Indurain     |
| 20ª    | 25 luglio | Viry-Châtillon > Parigi                           | 196,5 | Djamolidine Abdoujaparov | Miguel Indurain     |
| Totale | Totale    | Totale                                            | 3 714 |                          |                     |

## Squadre e corridori partecipanti
| N.    | Cod. | Squadra              |
| ----- | ---- | -------------------- |
| 1-9   | BAN  | Banesto              |
| 11-19 | CAR  | Carrera-Tassoni      |
| 21-29 | GAT  | Gatorade-Mega Drive  |
| 31-39 | MOT  | Motorola             |
| 41-49 | FES  | Festina-Lotus        |
| 51-59 | ONC  | ONCE                 |
| 61-69 | ZGM  | ZG Mobili-Bottecchia |
| 71-79 | TEL  | Telekom-Eddy Merckx  |
| 81-89 | GBM  | GB-MG Maglificio     |
| 91-99 | GAN  | GAN                  |

| N.      | Cod. | Squadra          |
| ------- | ---- | ---------------- |
| 101-109 | TVM  | TVM-Bison Kit    |
| 111-119 | NOV  | Novemail-Histor  |
| 121-129 | CAS  | Castorama        |
| 131-139 | CLA  | CLAS-Cajastur    |
| 141-149 | WOR  | Wordperfect      |
| 151-159 | AMA  | Amaya Seguros    |
| 161-169 | ARI  | Ariostea         |
| 171-179 | LOT  | Lotto            |
| 181-189 | LAM  | Lampre-Polti     |
| 191-199 | HAZ  | Chazal-Vetta-MBK |

## Resoconto degli eventi
Al Tour de France 1993 parteciparono 180 corridori, dei quali 136 giunsero a Parigi. Le squadre partecipanti erano 6 italiane, 4 francesi, 4 spagnole, 2 olandesi, 1 belga, 1 tedesca, 1 statunitense e 1 con licenza di Andorra (la Festina-Lotus, che l'anno prima era registrata come spagnola e che successivamente diventerà francese). I corridori partecipanti erano 39 francesi, 34 italiani, 24 spagnoli, 21 belgi, 15 olandesi, 8 tedeschi, 6 svizzeri, 5 danesi, 4 colombiani, 3 polacchi, 3 statunitensi, 3 britannici, 2 ucraini, 2 russi, 2 australiani, 1 irlandese, 1 slovacco, 1 venezuelano, 1 uzbeko, 1 estone, 1 kazako, 1 norvegese, 1 messicano, 1 canadese.
Il Tour partì a Puy du Fou e terminò come di consueto agli Champs-Élysées. L'atleta della Banesto Indurain dominò la corsa fin dal prologo. Lo svizzero Tony Rominger cercò comunque di tenergli testa, vincendo due tappe consecutive sulle Alpi e l'ultima cronometro. Sul ritardo di Rominger, più che le sue prestazioni individuali dello stesso spessore di quelle del navarro, pesò soprattutto il ritardo del suo team nella cronosquadre. 
Su un totale di ventuno prove (considerando come unità anche il cronoprologo) Indurain tenne la maglia gialla al termine di quattordici frazioni.
Lo statunitense Lance Armstrong vinse a 22 anni una tappa a Verdun. Mario Cipollini vinse una tappa allo sprint e conquistò la maglia gialla due volte.
I due corridori che vinsero il maggior numero di frazioni (tre ciascuno) furono il velocista uzbeko Djamolidine Abdoujaparov e lo svizzero Tony Rominger, uomo di classifica che però, in carriera, ebbe maggiori fortune alla Vuelta a Espana e al Giro d'Italia piuttosto che al Tour de France.

## Classifiche finali

### Classifica generale - Maglia gialla
| Pos. | Corridore          | Squadra     | Tempo     |
| ---- | ------------------ | ----------- | --------- |
| 1    | Miguel Indurain    | Banesto     | 95h57'09" |
| 2    | Tony Rominger      | Mapei       | a 4'59"   |
| 3    | Zenon Jaskuła      | GB-MG Magl. | a 5'48"   |
| 4    | Álvaro Mejía       | Motorola    | a 7'29"   |
| 5    | Bjarne Riis        | Ariostea    | a 16'26"  |
| 6    | Claudio Chiappucci | Carrera     | a 17'18"  |
| 7    | Johan Bruyneel     | ONCE        | a 18'04"  |
| 8    | Andrew Hampsten    | Motorola    | a 20'14"  |
| 9    | Pedro Delgado      | Banesto     | a 23'57"  |
| 10   | Vladimir Poulnikov | Carrera     | a 25'29"  |

### Classifica a punti - Maglia verde
| Pos. | Corridore           | Squadra      | Punti |
| ---- | ------------------- | ------------ | ----- |
| 1    | D. Abdoujaparov     | Lampre-Polti | 298   |
| 2    | Johan Museeuw       | GB-MG Magl.  | 157   |
| 3    | Maximilian Sciandri | Motorola     | 153   |

### Classifica scalatori - Maglia a pois
| Pos. | Corridore          | Squadra       | Punti |
| ---- | ------------------ | ------------- | ----- |
| 1    | Tony Rominger      | CLAS-Cajastur | 449   |
| 2    | Claudio Chiappucci | Carrera       | 301   |
| 3    | Oliverio Rincón    | Amaya Seguros | 286   |

### Classifica giovani - Maglia bianca
| Pos. | Corridore              | Squadra       | Tempo     |
| ---- | ---------------------- | ------------- | --------- |
| 1    | Antonio Martín Velasco | Amaya Seguros | 96h27'02" |
| 2    | Oliverio Rincón        | Amaya Seguros | a 3'28"   |
| 3    | Richard Virenque       | Festina-Lotus | a 8'21"   |

### Classifica a squadre - Numero giallo
| Pos. | Squadra         | Tempo |
| ---- | --------------- | ----- |
| 1    | Carrera-Tassoni | ?     |
| 2    | Ariostea        | ?     |
| 3    | CLAS-Cajastur   | ?     |